# Jay Denham
Jay Denham, de son vrai nom James Denham, est un musicien américain de techno de Détroit.

## Biographie
Denham, qui jouait de la basse dans différents groupes de punk rock dans les années 1970, déménage à Détroit au milieu des années 1980 pour étudier à l'université d'État du Michigan. C'est ici qu'il rencontre Anthony Shakir, par l'intermédiaire duquel il fait ensuite la connaissance de Derrick May. May encourage Denham à déménager complètement à Détroit.
La collaboration avec Shakir et May donne naissance en 1990 à In Sync EP, que Denham publie encore sous le pseudonyme de Vice sur Frictional. En 1992, Denham retourne à Kalamazoo pour fonder son propre label Black Nation. Son premier album Escape to the Black Planet sort en 1998 sur le label Disko B de Peter Wacha. Entre-temps, Denham publie de nombreux autres albums sur les labels KMS et Black Nation. 
En 2000, il lance deux sous-labels de Black Nation, Slavery 2000 et Sector 616. En 2008, il sort l'album The Truth,,.

## Discographie
- 1998 : Escape to the Black Planet
- 1998 : Synthesised Society
- 2005 : Fine Audio DJ Mix Series Vol. 9: Jay Denham
- 2008 : The Truth